# Phenacocoelus
Phenacocoelus es un género extinto de "oreodonte" de la familia Merycoidodontidae , endémico de América del Norte que vivió entre el Oligoceno superior y el Mioceno inferior hace entre 24,8—20,6 millones de años aproximadamente..

## Taxonomía
Phenacocoelus fue nombrado por Peterson (1907). Su especie tipo es  Phenacocoelus typus. Fue asignado a  Merycoidodontidae por Peterson (1907) y  Lander (1998).

## Morfología
M. Mendoza examinó un único espécimen para averiguar su masa corporal. Se estimó que el espécimen pesaba 118,6 kg (261,5 lb). Se estimó que el segundo espécimen pesaba 223 kg (491,6 lb).

## Distribución fósil
Se han descubierto fósiles al este de Wyoming y al oeste de Nebraska.

## Especies
Phenacocoelus typus (sin. P. munroensis).